# Alcott (marchio)
Alcott è un marchio italiano di abbigliamento appartenente al Gruppo Capri S.r.l. fondato da Nunzio Colella.